# غاري ميلر (معلق رياضي)
غاري ميلر (بالإنجليزية: Gary Miller)‏ هو معلق رياضي أمريكي، ولد في 31 أكتوبر 1956.